# Annette Crosbie
Annette Crosbie (Gorebridge, Midlothian, Escocia, 12 de febrero de 1934), es una actriz británica. Estuvo casada con Michael Griffiths y tienen una hija, la también actriz Selina Griffiths.

## Biografía
Sus padres, presbiterianos, desaprobaron sus comienzos como actriz. A pesar de ello, trabajó en el Bristol Old Vic Theatre School y en 1970 fue seleccionada para interpretar a Catalina de Aragón en la serie de televisión The Six Wives of Henry VIII, emitida por la BBC. Pocos años después, ocuparía un puesto similar al interpretar a la reina Victoria I del Reino Unido en Edward the Seventh (1975).
En la adaptación animada de El Señor de los Anillos realizada por el director Ralph Bakshi (1978), Crosbie prestó su voz al personaje de Galadriel, dama de los elfos del bosque de Lothlórien.
Sobre los escenarios londinenses ha intervenido, entre otros, en los montajes de A Delicate Balance (1997), con Maggie Smith.